# Oxymonacanthus longirostris

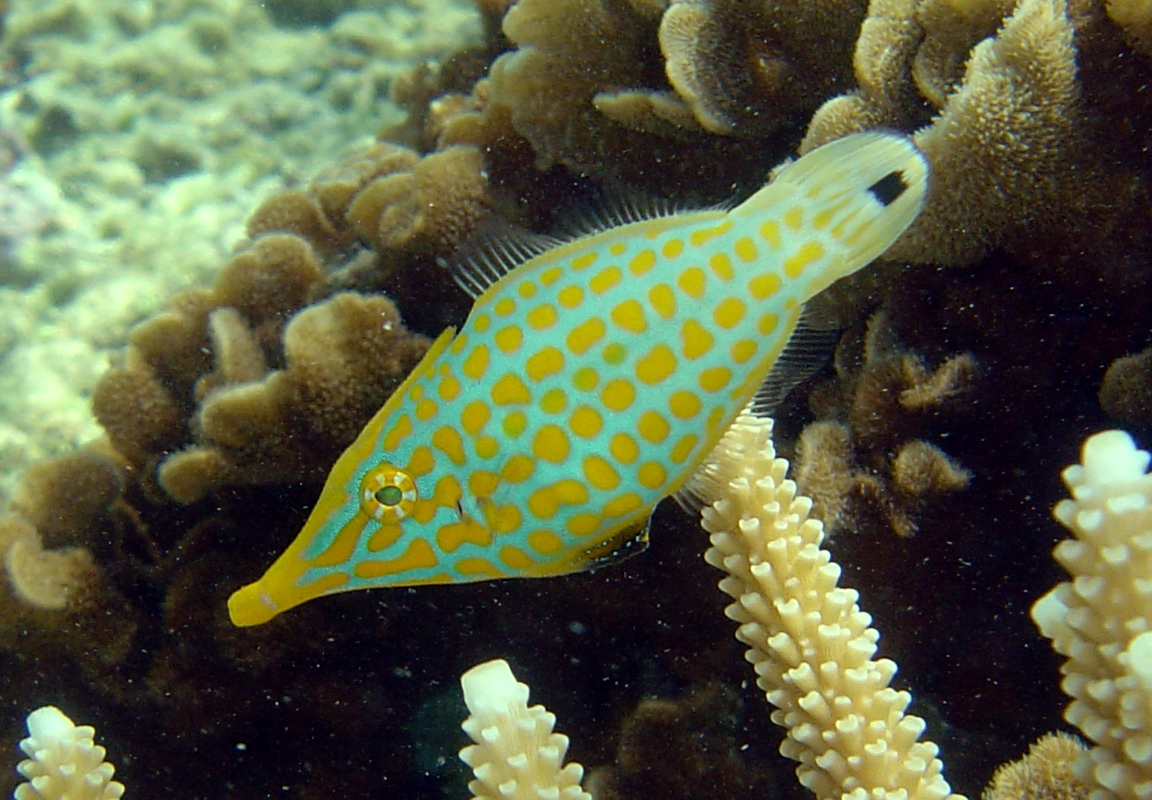
Exemplar fotografiat a Guam (Illes Mariannes).

Oxymonacanthus longirostris és una espècie de peix de la família dels monacàntids i de l'ordre dels tetraodontiformes.

## Morfologia
- Els mascles poden assolir 12 cm de longitud total.[2]

## Reproducció
És monògam.

## Alimentació
Només menja Acropora.

## Hàbitat i distribució geogràfica
És un peix marí, de clima tropical i associat als esculls de corall (entre 4-30 m de fondària), el qual es troba des de l'Àfrica oriental (com ara, Maputo a Moçambic) fins a Samoa, les Illes Ryukyu, el sud de la Gran Barrera de Corall, Nova Caledònia i Tonga.

## Observacions
És inofensiu per als humans.